# Casa Solé (Figueres)
La Casa Solé és un edifici del municipi de Figueres (Alt Empordà) que forma part de l'Inventari del Patrimoni Arquitectònic de Catalunya.

## Descripció
Edifici situat a l'eixample de la ciutat proper a la via del tren. És un edifici cantoner. Només es manté la façana principal de l'antic edifici. A l'antiga terrassa s'ha aixecat un edifici de tres plantes que continua per la façana lateral, donant lloc a una nova façana, no conservant res de l'anterior. La façana principal arrebossada i amb sòcol de pedra, presenta el que era el portal d'accés central amb dues finestres laterals amb guardapols de pedra i dovella central gran amb decoració ceràmica a l'arc cec. La porta d'accés com les finestres té la dovella clau, i les dovelles de la línia d'impostes en alçat. El cos central del pis superior amb barana a cada costat serveixen com a balcons del nou edifici assentat sobre l'antiga terrassa.